# Карстологија
Карстологија (карст и грч. logos – реч, наука) представља науку о морфологији и хидрографији краса. Као таква, она је део геоморфологије, али која поступно прераста у самосталну научну дисциплину, довољно индивидуалисану како по предмету научног интереса, тако и по методама истраживања.
Предмет проучавања карстологије представљају рељеф и хидрографија (површинска и подземна) крашких области, а њен задатак је утврђивање генезе и морфолошке еволуције крашких терена и крашког рељефа у целини.
Утемељивачем карстологије у свету се сматра Јован Цвијић (1865-1927). Он је 1893. године одбранио докторску тезу под називом  , која га је представила широј јавности и учинила познатим у светским научним круговима. Овај рад је касније преведен на више језика (код нас "Карст", 1895).